# Підземне сховище газу Четатя-де-Балте
Підземне сховище газу Четатя-де-Балте – колишній об’єкт нафтогазової інфраструктури Румунії. 
Сховище, яке ввели в експлуатацію у 2002 році, створили на основі виснаженого газового родовища. Його активний об’єм становив 200 млн м3 газу, технічно можливий добовий відбір складав 1 млн м3 при добовому рівні закачування у 1,5 млн м3. Об’єкт мав 16 свердловин та 17 км трубопроводів (в тому числі 6,6 км знадобились для обв’язки свердловин).
Сховище знаходилось у Трансильванській улоговині – основному газовидобувному районі країни, звідки розходяться бідирекціональні газотранспортні коридори Трансильванія – Схід, Трансильванія – Південь, Трансильванія – Захід та Трансильванія – Північ.
Проведене в 2012 році дослідження встановило, що закачаний в сховище газ мігрує до інших горизонтів. Як наслідок, в 2019-му Четатя-де-Балте перекласиікували у газове родовище, з якого провадиться вилучення залишкових запасів.